# Пітерв'ю
Пітерв'ю (англ. Peterview) — містечко в Канаді, у провінції Ньюфаундленд і Лабрадор.

## Населення
За даними перепису 2016 року, містечко нараховувало 828 осіб, показавши зростання на 2,3%, порівняно з 2011-м роком. Середня густина населення становила 123,2 осіб/км².
З офіційних мов обидвома одночасно не володів жоден з жителів, тільки англійською — 830.
Працездатне населення становило 43,2% усього населення, рівень безробіття — 25% (40% серед чоловіків та 6,7% серед жінок). 96,9% осіб були найманими працівниками, а 0% — самозайнятими.
Середній дохід на особу становив $26 981 (медіана $20 128), при цьому для чоловіків — $30 447, а для жінок $23 087 (медіани — $23 904 та $17 856 відповідно).
16,9% мешканців мали закінчену шкільну освіту, не мали закінченої шкільної освіти — 62,2%, 20,9% мали післяшкільну освіту, з яких 6,5% мали диплом бакалавра, або вищий.
| Статево-вікова структура населення | Статево-вікова структура населення | Статево-вікова структура населення | Статево-вікова структура населення | Статево-вікова структура населення |
| ---------------------------------- | ---------------------------------- | ---------------------------------- | ---------------------------------- | ---------------------------------- |
|                                    |                                    |                                    |                                    |                                    |
| Всього                             | Всього                             | 51,8%48,2%                         |                                    |                                    |
| 0 — 14 років                       | 0 — 14 років                       |                                    | 13,2%                              | 13,2%                              |
| 15 — 64 років                      | 15 — 64 років                      |                                    | 68,3%                              | 68,3%                              |
| 65 і більше                        | 65 і більше                        |                                    | 18,6%                              | 18,6%                              |
| Середній вік (років)               | Середній вік (років)               | 43,444,6                           | 43,9                               | 43,9                               |
| Медіана (років)                    | Медіана (років)                    | 46,448,5                           | 47,2                               | 47,2                               |
| — чоловіки — жінки                 |                                    |                                    |                                    |                                    |

| Походження мешканців:     | Походження мешканців:     | Походження мешканців: | Походження мешканців: | Походження мешканців: |
| ------------------------- | ------------------------- | --------------------- | --------------------- | --------------------- |
| Походження                |                           |                       | осіб                  | %                     |
| Корінні американці        | Корінні американці        |                       | 30                    | 3.61%                 |
| Інше північноамериканське | Інше північноамериканське |                       | 710                   | 85.54%                |
| Європейське               | Європейське               |                       | 155                   | 18.67%                |
| британське                | британське                |                       | 140                   | 16.87%                |
| Азійське                  | Азійське                  |                       | 10                    | 1.2%                  |

| Зайнятість населення за галузями (за класифікацією NOC): | Зайнятість населення за галузями (за класифікацією NOC): | Зайнятість населення за галузями (за класифікацією NOC): | Зайнятість населення за галузями (за класифікацією NOC): | Зайнятість населення за галузями (за класифікацією NOC): |
| -------------------------------------------------------- | -------------------------------------------------------- | -------------------------------------------------------- | -------------------------------------------------------- | -------------------------------------------------------- |
|                                                          |                                                          |                                                          |                                                          |                                                          |
| Управління                                               | Управління                                               |                                                          | 4,8%                                                     | 4,8%                                                     |
| Бізнес, фінанси та адміністрування                       | Бізнес, фінанси та адміністрування                       |                                                          | 3,2%                                                     | 3,2%                                                     |
| Природничі та прикладні науки                            | Природничі та прикладні науки                            |                                                          | 3,2%                                                     | 3,2%                                                     |
| Охорона здоров'я                                         | Охорона здоров'я                                         |                                                          | 4,8%                                                     | 4,8%                                                     |
| Освіта, правозахист, муніципальні та урядові служби      | Освіта, правозахист, муніципальні та урядові служби      |                                                          | 17,7%                                                    | 17,7%                                                    |
| Роздрібна торгівля та послуги                            | Роздрібна торгівля та послуги                            |                                                          | 17,7%                                                    | 17,7%                                                    |
| Гуртова торгівля, транспорт та обладнання                | Гуртова торгівля, транспорт та обладнання                |                                                          | 29%                                                      | 29%                                                      |
| Природні ресурси, сільське господарство                  | Природні ресурси, сільське господарство                  |                                                          | 14,5%                                                    | 14,5%                                                    |
| Виробництво                                              | Виробництво                                              |                                                          | 6,5%                                                     | 6,5%                                                     |

## Клімат
Середня річна температура становить 4,2°C, середня максимальна – 20,6°C, а середня мінімальна – -13,9°C. Середня річна кількість опадів – 1 072 мм.
| Клімат поселення                              | Клімат поселення | Клімат поселення | Клімат поселення | Клімат поселення | Клімат поселення | Клімат поселення | Клімат поселення | Клімат поселення | Клімат поселення | Клімат поселення | Клімат поселення | Клімат поселення | Клімат поселення |
| Показник                                      | Січ.             | Лют.             | Бер.             | Квіт.            | Трав.            | Черв.            | Лип.             | Серп.            | Вер.             | Жовт.            | Лист.            | Груд.            |                  |
| Середній максимум, °C                         | −2               | −2,43            | 1,82             | 7,49             | 12,91            | 17,70            | 20,58            | 20,46            | 15,38            | 10,02            | 5,24             | −0,64            |                  |
| Середня температура, °C                       | −7,74            | −8,17            | −3,92            | 1,75             | 7,17             | 11,95            | 16,99            | 16,85            | 11,79            | 6,42             | 1,63             | −4,24            |                  |
| Середній мінімум, °C                          | −13,49           | −13,9            | −9,67            | −4               | 1,43             | 6,21             | 13,39            | 13,26            | 8,18             | 2,82             | −1,96            | −7,85            |                  |
| Норма опадів, мм                              | 91               | 84               | 81               | 75               | 80               | 87               | 85               | 102              | 102              | 106              | 90               | 89               |                  |
| Середньомісячна швидкість вітру, м/с          | 6.89             | 6.47             | 6.28             | 5.72             | 5.20             | 4.90             | 4.58             | 4.70             | 5.24             | 5.82             | 6.47             | 6.85             |                  |
| Середньомісячна сонячна радіація, кДж/м²·день | 3731             | 6726             | 10748            | 14261            | 17298            | 18918            | 18782            | 15718            | 11596            | 6841             | 3885             | 2833             |                  |
| --------------------------------------------- | ---------------- | ---------------- | ---------------- | ---------------- | ---------------- | ---------------- | ---------------- | ---------------- | ---------------- | ---------------- | ---------------- | ---------------- | ---------------- |
| Джерело:                                      |                  |                  |                  |                  |                  |                  |                  |                  |                  |                  |                  |                  |                  |